# Arlesberg (Aalen)
 Arlesberg 
ist ein Teilort von Waldhausen, einem Stadtbezirk von Aalen.

## Lage und Verkehrsanbindung
Arlesberg liegt östlich des Stadtkerns von Aalen und nördlich von Waldhausen. Durch Arlesberg verläuft die Kreisstraße K 3289, die im Süden Richtung Waldhausen und im Westen Richtung Bernlohe und Simmisweiler den Ort verlässt. Außerdem führt eine kleine Straße nach Hülen.
Das Dorf liegt auf einer Hochfläche der Schwäbischen Alb, dem Härtsfeld.

## Geschichte
Arlesberg wurde das erste Mal 1144 als Adellohesberc erwähnt. 1385 war dann das Kloster Ellwangen in Arlazberc begütert. 1454/1470 wurde der Ort von den von Ahelfingen an den Deutschen Orden verkauft.
1872 hatte Arlesberg 88 Einwohner.
Die Kapelle St. Wendelin wurde 1879 erbaut.

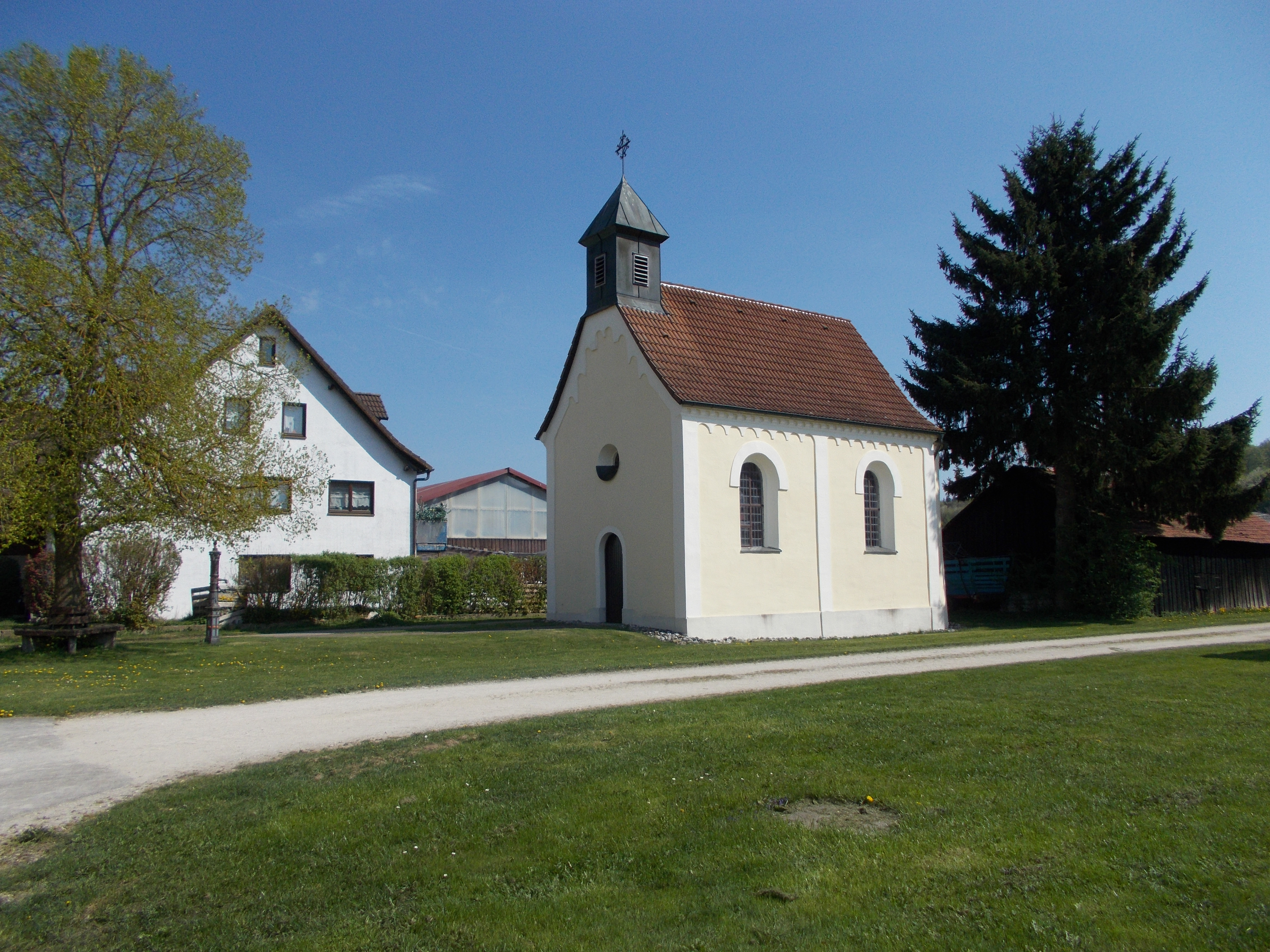
St. Wendelin